# Fałków
Fałków ist ein Dorf im Powiat Konecki der Woiwodschaft Heiligkreuz in Polen. Das Dorf mit 1100 Einwohnern ist Sitz der gleichnamigen Landgemeinde mit etwa 4570 Einwohnern.

## Geschichte
Der Ort gehörte von 1975 bis 1998 zur Woiwodschaft Piotrków. Wójt (Gemeindevorsteher) ist gegenwärtig Henryk Konieczny, er wurde bei den Kommunalwahlen 2018 gewählt bzw. bestätigt.

## Gemeinde
Zur Landgemeinde (gmina wiejska) Fałków gehören 19 Dörfer mit Schulzenämtern sowie weitere kleinere Ortschaften und Siedlungen. Die Gemeinde hat eine Fläche von etwa 132 Quadratkilometern.